# Corydale jaune
Pseudofumaria lutea
Espèce
Classification APG IV (2016)
La Corydale jaune (Pseudofumaria lutea) est une espèce de plantes herbacées vivaces de la famille des Fumariaceae selon la classification classique, ou de celle des Papaveraceae selon la classification phylogénétique (APGIV).

## Description
C'est une plante rustique, à fines feuilles vert glauque dessous, produisant une succession de grappes terminales de fleurs jaune d'or, à éperon court, de la fin du printemps jusqu'à l'automne.
La Corydale jaune forme des touffes à port buissonnant de 15 à 40 cm de hauteur, suivant les conditions.

## Habitat
Elle préfère les sols légers, humifères, frais mais bien drainés, pas trop calcaires, mais elle peut aussi bien coloniser les anfractuosités d'un vieux mur ensoleillé s'il est assez humide.
Lorsqu'elle se plait dans un endroit, elle se ressème abondamment et peut même devenir envahissante.

## Toxicité
C'est une plante toxique.

## Synonymes

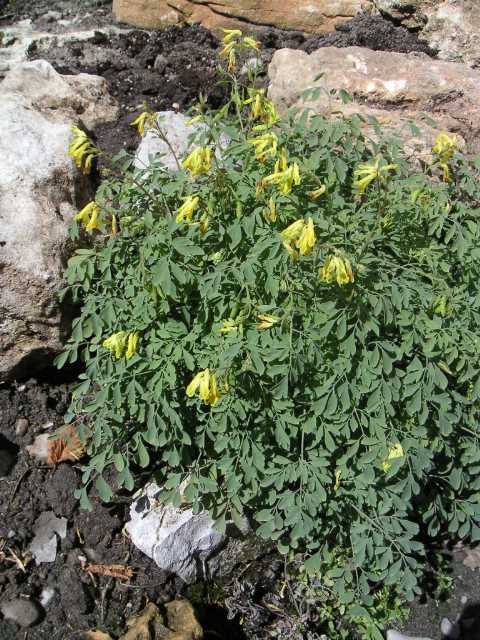
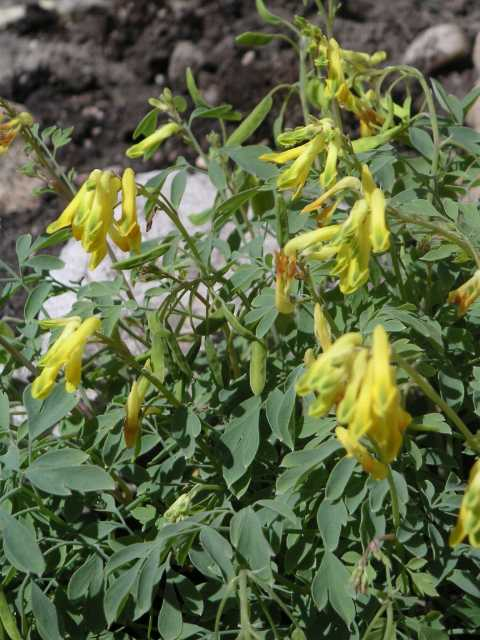

- Fumaria lutea L.
- Capnoides luteum (L.) Gaertn.
- Corydalis lutea (L.) DC.
- Corydalis capnoides  Pers.
- Capnites ochroleuca  Rupr.